# 1998 a vasúti közlekedésben
Ez a szócikk a 1998-ban történt vasúti eseményeket mutatja be.

## Események a világban
- június 3. – A németországi Eschede környékén kisiklott egy nagysebbességű vonat. A tragédiában 101-en vesztették az életüket, és további 105-en megsérültek.
- október 8. – Megnyílt Norvégia első nagysebességű vasútvonala